# Amylocystis
Amylocystis es un género de hongos de la familia Fomitopsidaceae que incluye tan solo dos especies. El género fue descrito en 1944 por los micólogos Appollinaris Semenovich Bondartsev y Rolf Singer para contener la especie tipo, y en aquel momento, especie única del género, A. lapponicus.
A. unicolor se trasladó al género (desde Tyromyces) en 2003. El nombre Amylocystis deriva de las palabras griegas άμυλον ("almidón") y χύστιζ ("vejiga").